# Scytalopus pachecoi
A Scytalopus pachecoi a madarak osztályának verébalakúak (Passeriformes) rendjébe és a fedettcsőrűfélék (Rhinocryptidae) családjába tartozó faj.

## Rendszerezése
A fajt Giovanni Nachtigall Maurício brazil ornitológus írta le 2005-ben. Tudományos faji nevét Fernando Pacheco brazil ornitológus tiszteletére kapta.

## Előfordulása
Ez a faj három különálló területet foglal el Dél-Brazíliában és a szomszédos Argentína északkeleti részén. Természetes élőhelyei a szubtrópusi és trópusi síkvidéki esőerdők és másodlagos erdők. Állandó, nem vonuló faj.

## Megjelenése
Testhossza 12 centiméter.

## Természetvédelmi helyzete
Az elterjedési területe nagy, de szétszórt, egyedszáma ugyan csökken, de még nem éri el a kritikus szintet. A Természetvédelmi Világszövetség Vörös listáján nem fenyegetett fajként szerepel.